# Kluk
Kluk is een plaats in de gemeente Krokom in het landschap Jämtland en de provincie Jämtlands län in Zweden. De plaats heeft 57 inwoners (2005) en een oppervlakte van 23 hectare. De plaats ligt aan het meer Kougstasjön.